# トゥーロン包囲戦 (1707年)
トゥーロン包囲戦（仏: Siège de Toulon）は、スペイン継承戦争における戦闘の一つで、1707年7月29日から8月21日までオーストリア・サヴォイア・イギリス・オランダ同盟軍がフランス軍が籠もるフランス南部の港湾都市トゥーロン（現ヴァール県）の包囲を敢行した。

## 経過
オーストリア軍司令官のプリンツ・オイゲンは1706年のトリノの戦いでフランス軍を北イタリアから駆逐、南のナポリ王国もヴィリッヒ・フォン・ダウン率いるオーストリア軍が遠征に向かい、イタリアはほぼ同盟軍が平定した。しかし、ナポリ平定は地中海をオーストリアの勢力圏にされることを嫌ったイギリス・オランダの不満にもなり、オーストリアは同盟国をなだめるために、イギリス海軍の協力の下でフランスの海軍基地トゥーロンの遠征に踏み切った。この計画は南からフランスを脅かすことを考えたイギリス軍総司令官のマールバラ公ジョン・チャーチルの提案から始まり、サヴォイア公ヴィットーリオ・アメデーオ2世の思惑とも一致していた。
ところが、5月初旬に始めるはずだった遠征はアルプス山脈の雪解けの遅れとヴィットーリオ・アメデーオ2世の病気、提督クラウズリー・ショヴェル（en）率いるイギリス・オランダ連合艦隊が6月までイタリアに現れなかったことから予定が大幅に遅れ、7月になって同盟軍はアルプスを越えてニースを占領、26日にトゥーロンに到着したが、知らせを受けたフランス王ルイ14世は各戦線にトゥーロン救援を要請、トゥーロンを守るテッセ伯ルネ・ド・フルーレは周辺の軍勢を集結させて防御体勢を整えていた。対する同盟軍は補給路が伸び切っていて後方に不安が残り、オイゲンは前途の困難さを説いて撤退を主張したが、ヴィットーリオ・アメデーオ2世とショヴェルに押し切られ、気の進まないまま包囲戦に加わった。
29日に包囲が始まったが、オイゲンの不安は現実となり、同盟軍は食糧不足と赤痢蔓延で死者が増加、待遇の不満から脱走兵が続出した。司令部も険悪な雰囲気が漂い、ヴィットーリオ・アメデーオ2世はオイゲンが積極的に行動しないことを非難、一方のオイゲンも自分に責任を被せようとしていると反論して戦況は悪化するばかりであった。ベリック公ジェームズ・フィッツジェームズとブルゴーニュ公ルイ・ベリー公シャルル兄弟がトゥーロン救援に向かったことも同盟軍不利に繋がった。
8月20日に包囲中止が決まり、同盟軍は22日にかけて撤退、トゥーロン救援軍も到着前に戦闘が終わったため引き返して行った。引き上げる際、連合艦隊は海岸に停泊していたフランス艦隊を砲撃したが、フランス艦隊は7月に敵艦隊接近で港口封鎖と捕獲阻止で自沈させていたため、砲撃もあり海軍再建は不可能となり、連合艦隊の地中海進出は容易となった。また、トゥーロン包囲戦が失敗したとはいえ9月にナポリの平定が完了、オーストリアはイタリア領有を確定させ、軍を他の戦線へ振り分けることが可能になった。
戦後、オイゲンはスペイン領ネーデルラントへ出向してマールバラ公と共闘することになり、イタリア戦線はナポリ遠征を終えたダウンとヴィットーリオ・アメデーオ2世が南フランスを攻撃したが、戦果を得られないまま終戦まで繰り返していった。ショヴェルはイギリス帰国への旅路に就いたが、霧のためシリー諸島沖で4隻が座礁し、1千人を超す犠牲者を出した。このため、ジョン・リークが地中海で連合艦隊を率いることになった。イギリスではこの事故を機に船舶の正確な位置が重要と認識され、経度法を制定し経度賞によりクロノメーターなどの開発を促した。